# Раффлз-плейс
Раффлз-плейс (англ.  Raffles Place, кит. 莱佛士坊, там.  ராஃபிள்ஸ் பிளேஸ்) — район Сингапура, расположенный к югу от устья реки Сингапур. Расположен в Деловом центре. Здесь находятся одни из самых высоких зданий страны, а также другие достопримечательности.

## История
Основатель современного Сингапура, Стэмфорд Раффлз, намеревался превратить город в торговую империю. Центром этой империи должен был стать район города на южном берегу реки. Он появился на месте срытого холма, земля которого использовалась для формирования Лодочного поворота. Первоначально район был обозначен на карте 1822 года как Торговая площадь.
В 1823 и 1824 годах это место претерпело значительные преобразования: на месте пустых лугов выросли новые здания. По мере развития экономики города их становилось всё больше, а сами они — всё выше. В зданиях располагались торговые компании, банки и финансовые организации.
В 1858 году Торговая площадь была переименована в Раффлз-плейс. Район достиг побережья Сингапурского пролива, здесь начали появляться склады, позволявшие принимать грузы прямо с кораблей. С 1857 по 1865 годы земли стали передаваться под коммерческие офисы, что вызвало новый рост бизнеса за счет появления розничных магазинов и банков.
Сингапурские банки, предлагая клиентам пониженные ставки по кредитам и близкие культурные традиции, начали конкурировать с крупными международными организациями. В 1950-х в Сингапуре открыли свои офисы Bank of America (по адресу Раффлз-плейс, 31) и Bank of China (на соседней с Раффлз-плейс улице — Бэттери-роуд. В 1960-х в Раффлз-плейс обосновался центральный офис Malaysia Airlines. В 1965 году United Overseas Bank выстроил в Раффлз-плейс башни своей штаб-квартиры, на долгие годы возглавившие список самых высоких зданий Сингапура.
Во время Второй мировой войны Раффлз-плейс подвергся ковровой бомбардировке со стороны японской авиации. Это случилось 8 декабря 1941 года в рамках Малайской операции.
За исключением периода японской оккупации развитие Раффлз-плейс продолжалось непрерывно. В 1960-х и 1970-х года магазины переехали на Хай-стрит, Норт-Бридж-роуд и Орчард-роуд, превратив Раффлз-плейс в финансовый центр. Старые здания заменили новые небоскрёбы, принадлежащие крупным банкам.

## Примечательные здания
В Раффлз-плейс находятся несколько известных зданий, включая OUB Centre, Рипаблик-Плаза, Раффлз-плейс, 1 и OCBC-центр. По близости расположились Фуллертон-Отель-Сингапур, размещённый в реконструированном здании центрального почтамта, Мерлайон, напоминающее дуриан здание театра Эспланада и Сингапурская биржа. На противоположном берегу, не входящие в Раффлз-плейс, находятся здания ключевых государственных органов: парламента, Верховного суда и городской администрации.

## Транспорт
Прямо под Раффлз-плейс находится станция метро Раффлз-плейс (станция метро). Она является основным транспортным узлом, обеспечивающим связь района с остальным городом. Кроме метро, до Раффлз-плейс можно добраться на автобусе.